# Sheik Yerbouti
Sheik Yerbouti dvostruki je vinyl album u živo američkog glazbenika Frank Zappe, koji izlazi u ožujku 1979.g, a svoje reizdanje na CD-u od izdavačke kuće "Rykodisc" doživljava u svibnju 1995.g.
Sheik Yerbouti prezentira prekretnicu u Zappinoj glazbenoj karijeri gdje se može ćuti njegova nova dimenzija sviranja gitare. To je i njegov prvi album nakon razlaza s izdavačkom kućom "Warner Bros Records". Skladba "Dancin' Fool" bila je nominirana za glazbenu nagradu "Grammy" i bila je vrlo popularna po diskotekama.

## Popis pjesama
Sve pjesme napisao je Frank Zappa osim "Rubber Shirt" (Bozzio/O'Hearn/Zappa).
1. "I Have Been in You" – 3:33
2. "Flakes" – 6:41
3. "Broken Hearts Are for Assholes" – 3:42
4. "I'm So Cute" – 3:09 (1995 CD) 4:20 (Vinyl i EMI CD)
5. "Jones Crusher" – 2:49
6. "What Ever Happened to All the Fun in the World" – 0:33
7. "Rat Tomago" – 5:15
8. "Wait a Minute" – 0:33
  - Originalni naziv skladbe "We've Got to Get into Something Real" na vinyl izdanju Sheik Yerbouti.
9. "Bobby Brown Goes Down" – 2:49 
  - Originalni naziv skladbe "Bobby Brown" na vinyl izdanju Sheik Yerbouti.
10. "Rubber Shirt" – 2:45
11. "The Sheik Yerbouti Tango" – 3:56
12. "Baby Snakes" – 1:50
13. "Tryin' to Grow a Chin" – 3:31
14. "City of Tiny Lites" – 5:32
15. "Dancin' Fool" – 3:43
16. "Jewish Princess" – 3:16
17. "Wild Love" – 4:09
18. "Yo' Mama" – 12:36

## Izvođači
- Adrian Belew – Ritam gitara, Vokal
- Ed Mann – Udaraljke, Vokal
- Bob Stone – Digitalni Remastering
- Terry Bozzio – Bubnjevi, Vokal
- Napoleon Murphy Brock – Prateći vokali
- Joe Chiccarelli – Remixi, Projekcija
- Frank Zappa – Gitara, Aranžer, Skladatelj, Vokal, Producent, Remix
- Lynn Goldsmith – Fotografija, Slika omota
- Peter Henderson – Projekcija
- Andre Lewis – Klavijature, Prateći vokali
- Bob Ludwig – Mastering projekcije
- Tommy Mars – Klavijature, Vokal
- Kerry McNabb – Projekcija
- Davey Moire – Vokal, Projekcija
- Patrick O'Hearn – Bas gitara, Vokal
- David Ocker – Klarinet
- Randy Thornton [1] – Prateći vokali
- John Williams – Direktor slike
- Gail Zappa – Fotografija
- Amy Bernstein – Ilustracija, Dizajn projekta
- Peter Wolf – Klavijature
- Barbara Isaak – Asistencija
- Randy Thornton – Vokal, Prateći vokali